# Expo/La Brea (Metro de Los Ángeles)
Expo/La Brea (anteriormente Airville) es una estación en la Línea E del Metro de Los Ángeles. La estación se encuentra localizada en 5060 Exposition Boulevard en Baldwin Vista, Los Ángeles. La estación Expo/La Brea fue inaugurada el 28 de abril de 2012. La Autoridad de Transporte Metropolitano del Condado de Los Ángeles es la encargada por el mantenimiento y administración de la estación.

## Descripción y servicios
La estación Expo/La Brea cuenta con 1 plataforma central y 2 vías.  

## Conexiones
La estación es abastecida por las siguientes conexiones: 